# Челябинский симфонический оркестр
Челябинский симфонический оркестр — музыкальный коллектив Челябинской государственной филармонии. Художественный руководитель и главный дирижёр до 2024 года — заслуженный артист России Адик Абдурахманов. Его преемником стал столичный дирижер из Государственного симфонического оркестра «Новая Россия» Алексей Сергеевич Рубин, родившийся и учившийся в Санкт-Петербурге . 

## История

### Советский период
Первый состав симфонического оркестра появился в Челябинской филармонии в 1938 году. В него вошли преподаватели музыкального училища, музыканты «симфонических ансамблей» к/т им. Пушкина, областного театра оперетты и театра музыкальной комедии.
Первый концерт Челябинского симфонического оркестра состоялся 10 февраля 1938 года, за дирижёрским пультом стояла Екатерина Филиппова. Были исполнены произведения Бетховена и советских композиторов.
С 1939 года симфоническим оркестром руководил дирижёр Натан Факторович. О его исключительной роли в музыкальной культуре Челябинска писал В. А. Вольфович: «С первых дней работы все свои способности, волю, энергию он отдал созданию крепкого, стабильного коллектива, совершенствованию его профессионального мастерства. Благодаря настойчивой работе дирижёра, характерные черты исполнительского стиля оркестра определились достаточно быстро, и челябинский симфонический в короткий срок превратился в коллектив, способный решать большие творческие задачи. За период с 9 февраля 1940 г. по 13 июля 1941 г. под управлением Н.Факторовича был дан 161 симфонический концерт в Челябинской области».
В 1950-х годах симфоническим оркестром дирижировали Н. Юхновский, Л. Волынский.
С ноября 1952 по октябрь 1953 года главным дирижёром Челябинского симфонического оркестра был Самуил Ратнер.
О дальнейшей судьбе оркестра писал челябинский музыковед Т. М. Синецкая: «1956 год приносит Челябинской филармонии неожиданный „сюрприз“: открывается театр оперы и балета им. Глинки, и это радостное, очень важное для развития культуры региона, событие оказалось сопряжено с решением властей передать театру симфонический оркестр филармонии. Понятно, что в те годы город не смог бы набрать квалифицированных музыкантов на два оркестра. Один, совершенно готовый, был „под рукой“. Так филармония осталась без своего опорного коллектива, который она создавала ценой невероятных усилий. Приказом № 351 от 12 декабря 1955 г. „О ликвидации с 1 января 1956 г. симфонического оркестра“ 50 музыкантов были уволены из филармонии и начали работу в театре».
Таким образом, Челябинская филармония на долгие годы осталась без собственного симфонического оркестра.

### 1994—2019 гг
Возрождение Челябинского симфонического оркестра началось с появления камерного состава.
В 1994 году дирижёром Адиком Абдурахмановым был создан камерный оркестр «Классика». В 2006 году оркестр стал одним из творческих коллективов Челябинской государственной филармонии.
У оркестра богатый репертуар: более двухсот произведений прозвучали впервые в Челябинске; около пятидесяти были в первый раз исполнены в нашей стране.
Оркестр много лет сотрудничал с поэтом и драматургом Константином Рубинским: творческим итогом стали музыкальные спектакли «Легенды и мифы в музыке», «20 музыкальных шедевров, изменивших мир», «Нобелевские лауреаты по литературе» и другие.
Камерный оркестр «Классика» стал участником Международного музыкального фестиваля «Music in Schloss» (Германия), Международного джазового фестиваля «Какой удивительный мир», Международного фестиваля «Bodensee» (Германия, Австрия, Швейцария), Международного музыкального фестиваля «Денис Мацуев представляет», Международного фестиваля искусств Юрия Башмета. С оркестром выступали известные российские и зарубежные музыканты.
С 2012 года в рамках культурного сотрудничества с A.R.A.C.A. (австрийско-русско-азиатской культурной ассоциацией) камерный оркестр «Классика» представлял музыкальные программы на лучших концертных площадках Австрии и Словении.

### Презентация симфонического оркестра
Речь о создании симфонического оркестра как музыкального бренда Челябинска велась много лет. Ведущую роль в решении этого вопроса сыграла инициатива народного артиста России, члена Совета по культуре при Президенте РФ Дениса Мацуева, который не раз поднимал этот вопрос при встречах с главами региона.
Конкурсные прослушивания начались летом 2019 г.: на места оркестрантов претендовали музыканты из разных городов России. Участники камерного оркестра «Классика» проходили конкурсные прослушивания наряду с другими исполнителями и показали высокий уровень музыкального мастерства. Именно струнная группа «Классики» стала основой будущего симфонического оркестра[значимость факта?].
Всероссийская презентация нового коллектива состоялась 16 ноября 2019 года в Государственной академической капелле Санкт-Петербурга, в рамках VII Санкт-Петербургского международного культурного форума. 25 ноября оркестр был презентован в Челябинске, на сцене Концертного зала им. С. С. Прокофьева. В исполнении Челябинского симфонического оркестра прозвучали сочинения П. И. Чайковского: симфония № 1 соль минор, соч. 13 «Зимние грёзы» и Первый концерт для фортепиано с оркестром, си-бемоль минор, соч. 23, солист — Народный артист РФ Денис Мацуев[значимость факта?].
Создание Челябинского симфонического оркестра стало проектом года по версии национальной газеты «Музыкальное обозрение».